# سیلوکسید
سیلوکسیدها ترکیبات شیمیایی با فرمول R 3 SiOM هستند که R معمولاً یک گروه آلی است و M معمولاً یک کاتیون فلزی است. این ترکیبات سیلانوات نیز نامیده می‌شوند. این ترکیبات از پروتون‌زدایی سیلانول به دست می‌آیند. این ترکیبات همچنین با تخریب سیلوکسان‌ها توسط بازها تولید می‌شوند.
R 3 SiOSiR 3 + 2 NaOH → 2 R 3 SiONa + H 2 O
تجزیه سیلوکسان‌های حلقوی سیلوکسیدها را تولید می‌کند:
(Me 2 SiO) 3 + MeLi → Me 3 SiOSiMe 2 OSiMe 2 OLi
این آنیون‌ها به عنوان لیگاند برای یون‌های فلزی عمل می‌کنند و مجتمع‌هایی شبیه آلکوکسیدهای فلزی را تشکیل می‌دهند. تری‌متیل‌سیلوکسید سدیم برای تولید مجتمع‌های فلزی با واکنش جانشینی دوگانه سودمند است. یک سیلوکسید بسیار بزرگ ترت بوتیل 3 SiO است - که گاهی سیلوکس سدیم نیز نامیده می‌شود.